# Кёйпер, Жан Батист де
Жан Батист де Кёйпер (фр. Jean-Baptiste de Cuyper; 13 марта 1807, Антверпен — 26 апреля 1852, Антверпен) — бельгийский скульптор.
Родился и умер в Антверпене. В юности учился у скульптора Жана ван дер Нира, впоследствии был одним из лучших учеников скульптора Матеуса ван Бри. Созданные им памятники, статуи и бюсты, высоко оценённые современниками, были установлены в ряде городов Бельгии, Нидерландов, Франции, Великобритании и США.
Наиболее известные работы — статуя короля Леопольда I из мрамора, установленная в Антверпене, и статуя его учителя ван Бри, установленная в том же городе. Его брат Леонард де Кёйпер также был скульптором.

## Галерея
- Праотец Мельхиседек. Антверпен.
- Памятник художнику Маттеусу ван Бре. Антверпен.